# Liberata Mulamula
Liberata Mulamula là một nhà ngoại giao người Tanzania hiện đang giữ chức Thư ký thường trực tại Bộ Ngoại giao và Hợp tác quốc tế kể từ tháng 5 năm 2015. Trước đó, bà là Đại sứ Tanzania tại Hoa Kỳ. Bà cũng từng là Thư ký điều hành đầu tiên của Hội nghị quốc tế về Vùng hồ lớn (ICGLR).

## Cuộc sống cá nhân
Cô kết hôn với George Mulamula và có hai con.
Vào ngày 3 tháng 10 năm 2022, Stergomena Tax thay thế bà làm Bộ trưởng Bộ Ngoại giao Tanzania.